# Boyer (Saône-et-Loire)
Boyer é uma comuna francesa na região administrativa de Borgonha-Franco-Condado, no departamento Saône-et-Loire. Estende-se por uma área de 16,79 km². Em 2010 a comuna tinha 734 habitantes (densidade: 43,7 hab./km²).